# Переулок Станиславского (Владикавказ)
Переулок Станиславского — переулок во Владикавказе, Северная Осетия, Россия. Находится в Иристонский муниципальном округе. Начинается от улицы Тхапсаева, идет на восток, пересекается с улицей Гибизова и упирается в проспект Мира в районе площади Ленина.
От переулка Станиславского на север начинается улица Баллаева.
Переулок назван в честь советского актёра и театрального режиссёра Константина Сергеевича Станиславского.
Переулок образовался в середине XIX века. Первоначальное название Хлебный переулок. Под этим наименованием упоминается в «Перечне улиц, площадей и переулков» от 1911 и 1925 годов.
27 декабря 1962 года в связи со столетием со дня рождения К. С. Станиславского, Хлебный переулок был переименован в Переулок Станиславского.
Объекты
- д. 14 — памятник архитектуры культурного наследия России (№ 1530356000). Построен в 1827 году. Один из самых старых домов Владикавказа.

## Источник
- Владикавказ. Карта города, изд. РиК, Владикавказ, 2011
- Кадыков А. Н., Улицы, переулки, площади и проспекты г. Владикавказа: справочник, изд. Респект, Владикавказ, 2010, стр. 333—334, ISBN 978-5-905066-01-6
- Торчинов В. А., Владикавказ., Краткий историко-краеведческий справочник, Владикавказ, Северо-Осетинский научный центр, 1999, стр. 90, 93, ISBN 5-93000-005-0